# جون باترسون جونز
جون باترسون جونز (بالإنجليزية: John Patterson Jones)‏ هو سياسي أمريكي، ولد في 1779، وتوفي في 1858. حزبياً، نشط في الحزب الجمهوري والحزب الديمقراطي. وقد انتخب عضو مجلس ولاية نيويورك.